# Muriel Rukeyser
Muriel Rukeyser (New York, 15 dicembre 1913 – New York, 12 febbraio 1980) è stata una poetessa, scrittrice, biografa, saggista e attivista politica statunitense.
Ebbe un'enorme influenza sulle poetesse statunitensi del secondo Novecento: Kenneth Rexroth la descrisse come la più grande poetessa della sua generazione, Anne Sexton la definì "la madre di tutte noi" e Adrienne Rich la etichettò come "il Coleridge del XX secolo".

## Biografia
Figlia degli ebrei Lawrence e Myra Lyons Rukeyser, Muriel Rukeyser nacque a New York e studiò al Vassar College e all'Università Columbia.  
Fece il suo esordio letterario nel 1935 quando Stephen Vincent Benét scelse la sua silloge Theory of Flight per la serie Yale Series of Younger Poets. Il caso degli Scottsboro Boys l'avvicinò ai movimenti politici progressisti e, come inviata di Daily Worker, fu testimone dello scoppio della Guerra civile spagnola, un evento che ripercorse nel suo romanzo autobiografico Savage Coast.  
Successivamente investigò con Nancy Naumburg i casi di silicosi tra i minatori di Gauley Bridge, un'esperienza che descrisse anche nella poesia The Book of the Dead. Fu autrice anche di diverse opere teatrali, sceneggiature, un musical (Houdini), libri per bambini, biografie (su Josiah Willard Gibbs, Wendell Willkie e Thomas Hariot) e traduzioni in inglese di opere di Octavio Paz, Bertolt Brecht e Gunnar Ekelöf.
Durante il Maccartismo fu un'osservata speciale dell'FBI come sospetta comunista e fu vittima di invettive sessiste e politiche che la privarono di opportunità editoriali. Per il grosso degli anni sessanta e settanta fu presidente di PEN America e, in questo periodo, sia la sua produzione letteraria che l'attivismo politico furono caratterizzati dalla vena femminista e dalla critica alla Guerra del Vietnam. 
Apertamente bisessuale, fu brevemente sposata nel 1945 e nel 1947 ebbe un figlio; tuttavia, la sua relazione più lunga fu con la sua agente Monica McCall, di cui fu compagna per oltre trent'anni.
Morì nella natia New York nel 1980, stroncata da un infarto conseguente al diabete.